# Ciencia e inventos de Leonardo da Vinci

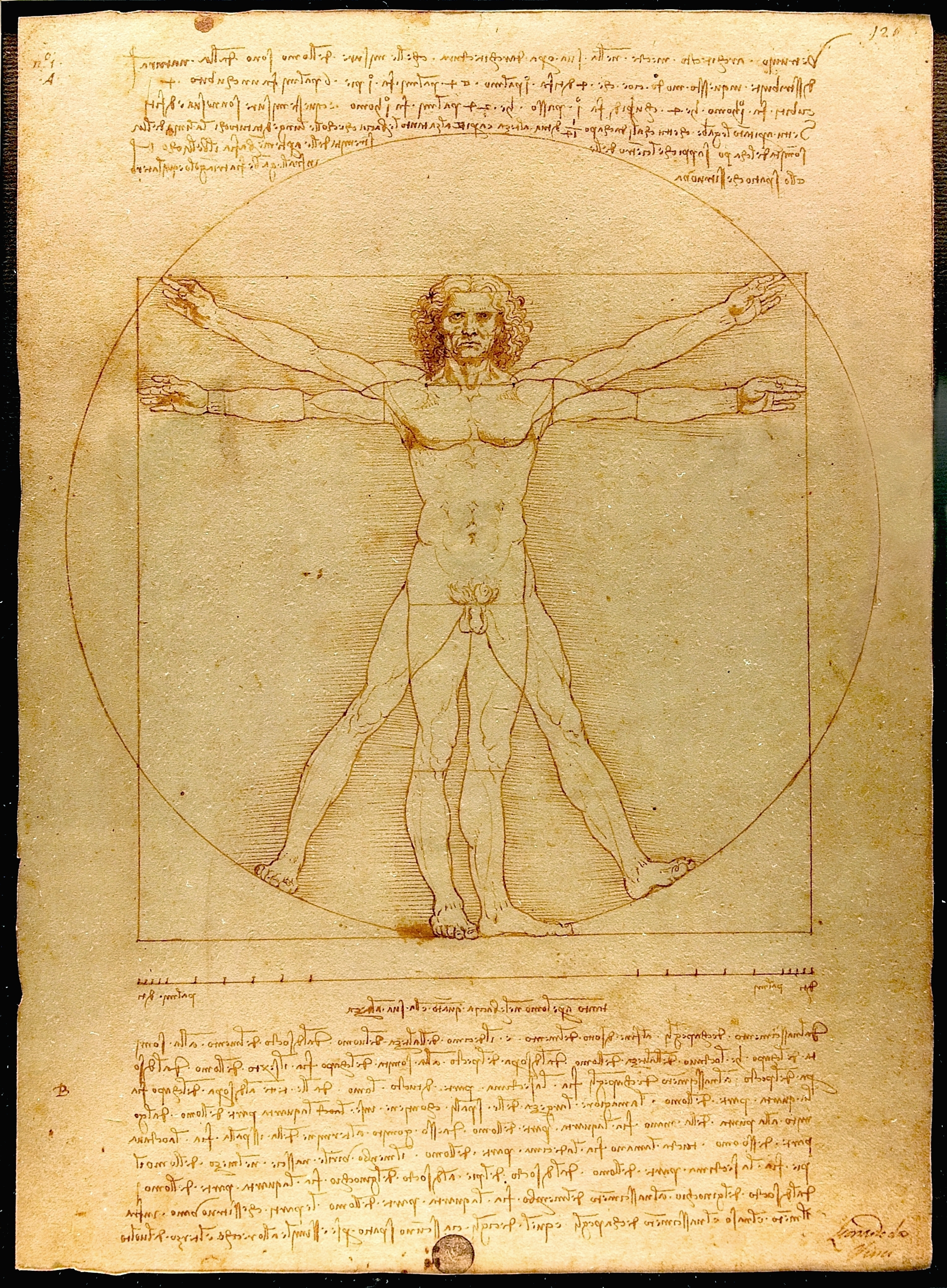
El Hombre de Vitruvio, c. 1490

Leonardo Da Vinci(1452-1519) fue un erudito italiano, considerado como el epítome del "Hombre del Renacimiento", mostrando habilidades en numerosas y diversas áreas de estudio. Aunque es más famoso por sus pinturas como la Mona Lisa y la Última Cena, Leonardo también es reconocido en los campos de la ingeniería civil, la química, la geología, la geometría, la hidrodinámica, las matemáticas, la ingeniería mecánica, la óptica, la física, la pirotecnia y la zoología.
Aunque el alcance total de sus estudios científicos sólo se ha reconocido en los últimos 150 años, durante su vida se le empleó por su ingeniería y su capacidad de invención. Muchos de sus diseños, como los diques móviles para proteger Venecia de las invasiones, resultaron demasiado costosos o poco prácticos. Algunos de sus inventos más pequeños entraron en el mundo de la fabricación sin ser anunciados. Como ingeniero, Leonardo concibió ideas muy adelantadas a su tiempo, inventando conceptualmente el paracaídas, el helicóptero, un vehículo blindado de combate, el uso de energía solar concentrada, una calculadora, una teoría rudimentaria de placas tectónicas y el doble casco. En la práctica, hizo avanzar mucho el estado del conocimiento en los campos de la anatomía, la astronomía, la ingeniería civil, la óptica y el estudio del agua (hidrodinámica).
Uno de los dibujos de Leonardo, el Hombre de Vitruvio, es un estudio de las proporciones del cuerpo humano, uniendo arte y ciencia en una sola obra que ha llegado a representar el concepto de macrocosmos y microcosmos en el humanismo renacentista .

## Enfoque de la investigación científica

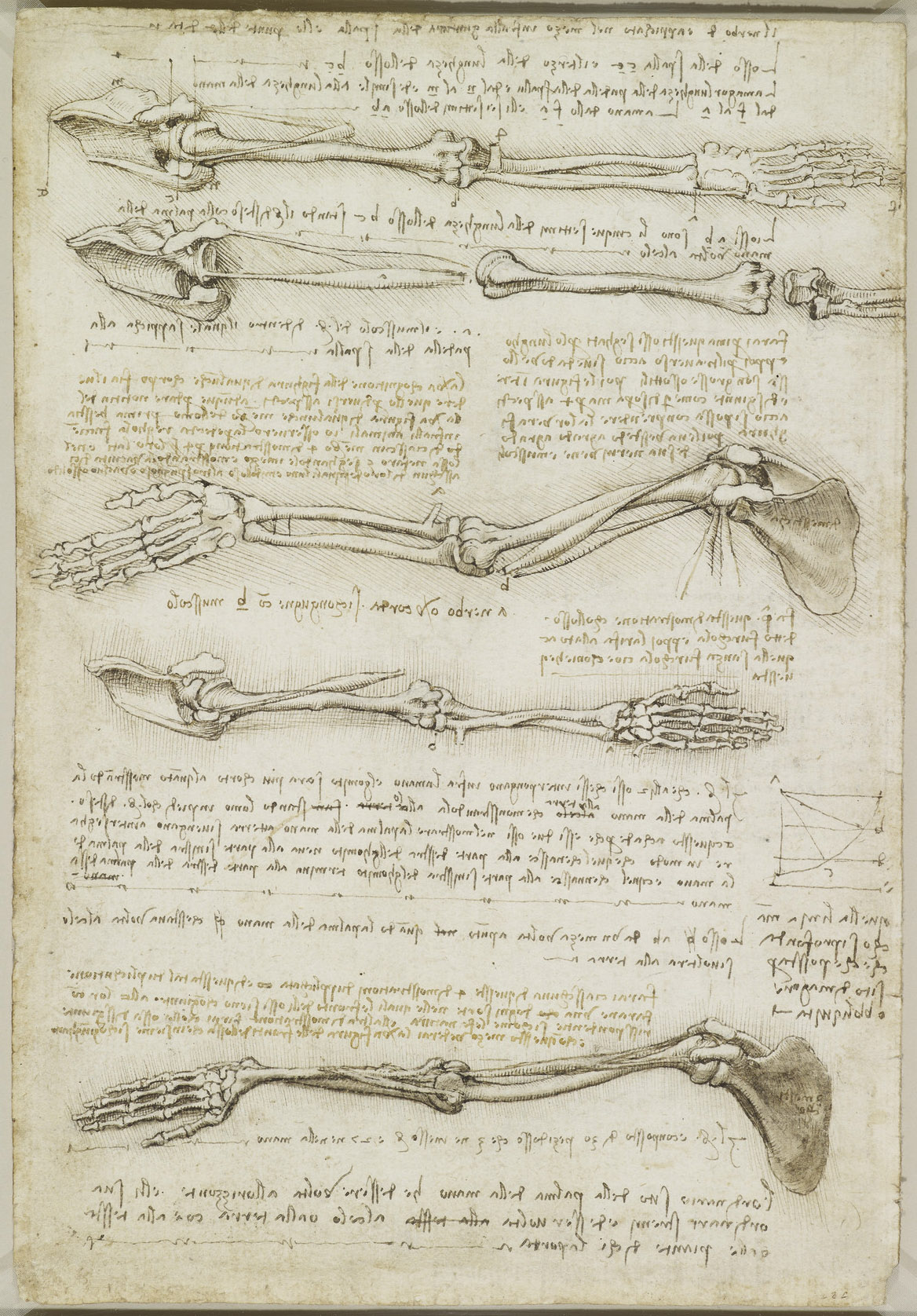
Investigación sobre el movimiento del brazo.

Durante el Renacimiento, el estudio del arte y la ciencia no se percibían como mutuamente excluyentes, sino que, por el contrario, se consideraba que uno informaba al otro. Aunque Leonardo se formó principalmente como artista, fue en gran parte gracias a su enfoque científico del arte de la pintura, y a su desarrollo de un estilo que combinaba sus conocimientos científicos con su capacidad única para representar lo que veía, lo que dio lugar a las extraordinarias obras maestras de arte por las que es famoso.
Como científico, Leonardo no tuvo una educación formal en latín y matemáticas y no asistió a una universidad. Debido a estos factores, sus estudios científicos fueron en gran medida ignorados por otros estudiosos. El enfoque de Leonardo hacia la ciencia era el de la observación intensa y el registro detallado, siendo sus herramientas de investigación casi exclusivamente sus ojos. Sus diarios permiten conocer sus procesos de investigación.
Como investigador, Leonardo dividió la naturaleza y los fenómenos en segmentos cada vez más pequeños, concretamente con cuchillos e instrumentos de medida, intelectualmente con fórmulas y números, para arrancarle los secretos de la creación. Cuanto más pequeñas sean las partículas, corre el supuesto; más cerca se estará de la solución de los enigmas.
Un reciente y exhaustivo análisis de Leonardo como científico, realizado por Fritjof Capra, sostiene que Leonardo era un científico fundamentalmente diferente de Galileo, Newton y otros científicos que le siguieron, ya que sus teorías e hipótesis integraban las artes y, en particular, la pintura. Capra considera que la singular visión integrada y holística de la ciencia de Leonardo le convierte en precursor de la moderna teoría de sistemas y de las escuelas de pensamiento de la complejidad.

## Ciencias Naturales

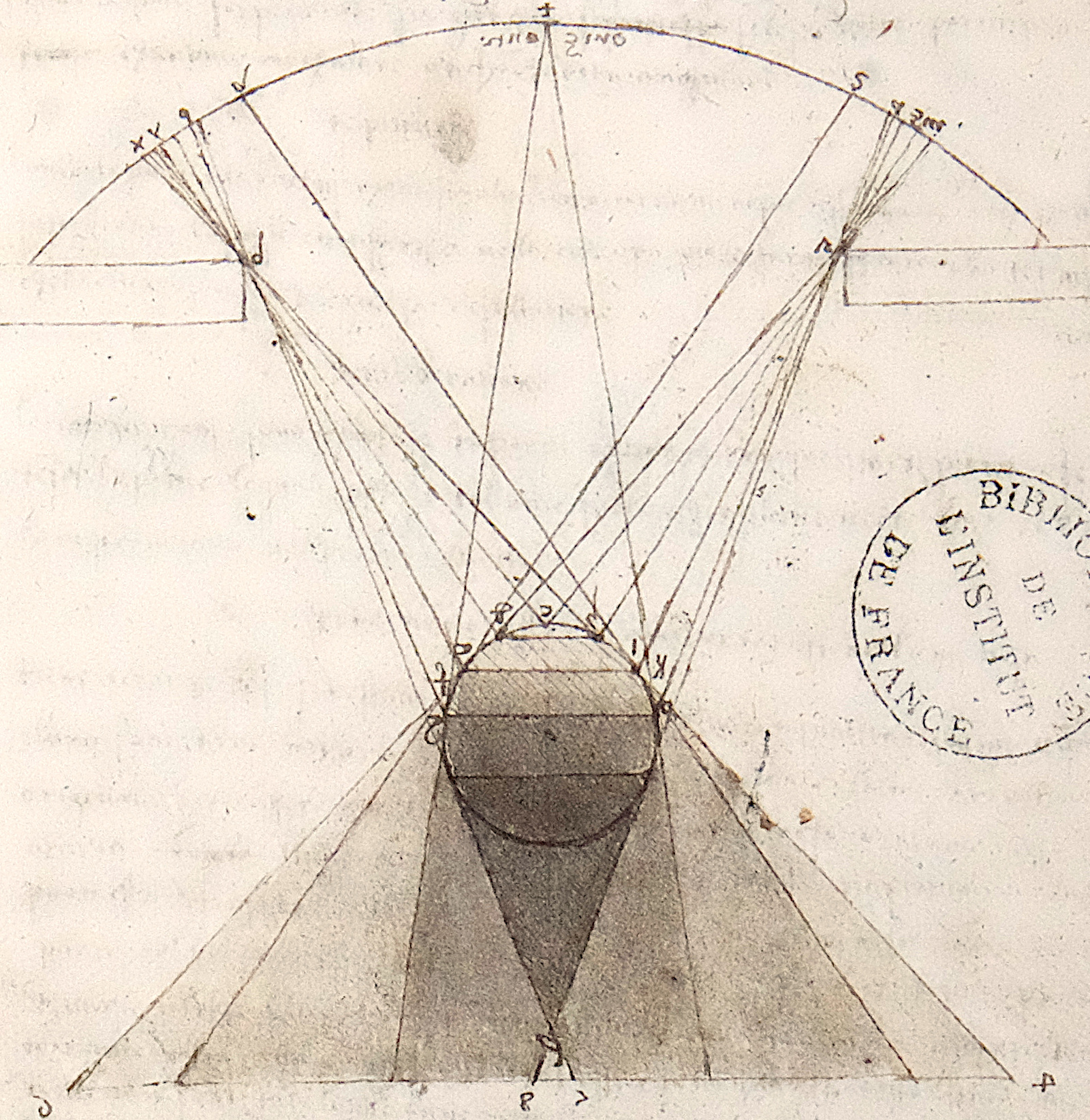
Estudio de las graduaciones de luz y sombra sobre una esfera (claroscuro).

### Luz

La dama del armiño

#### Anatomía topográfica

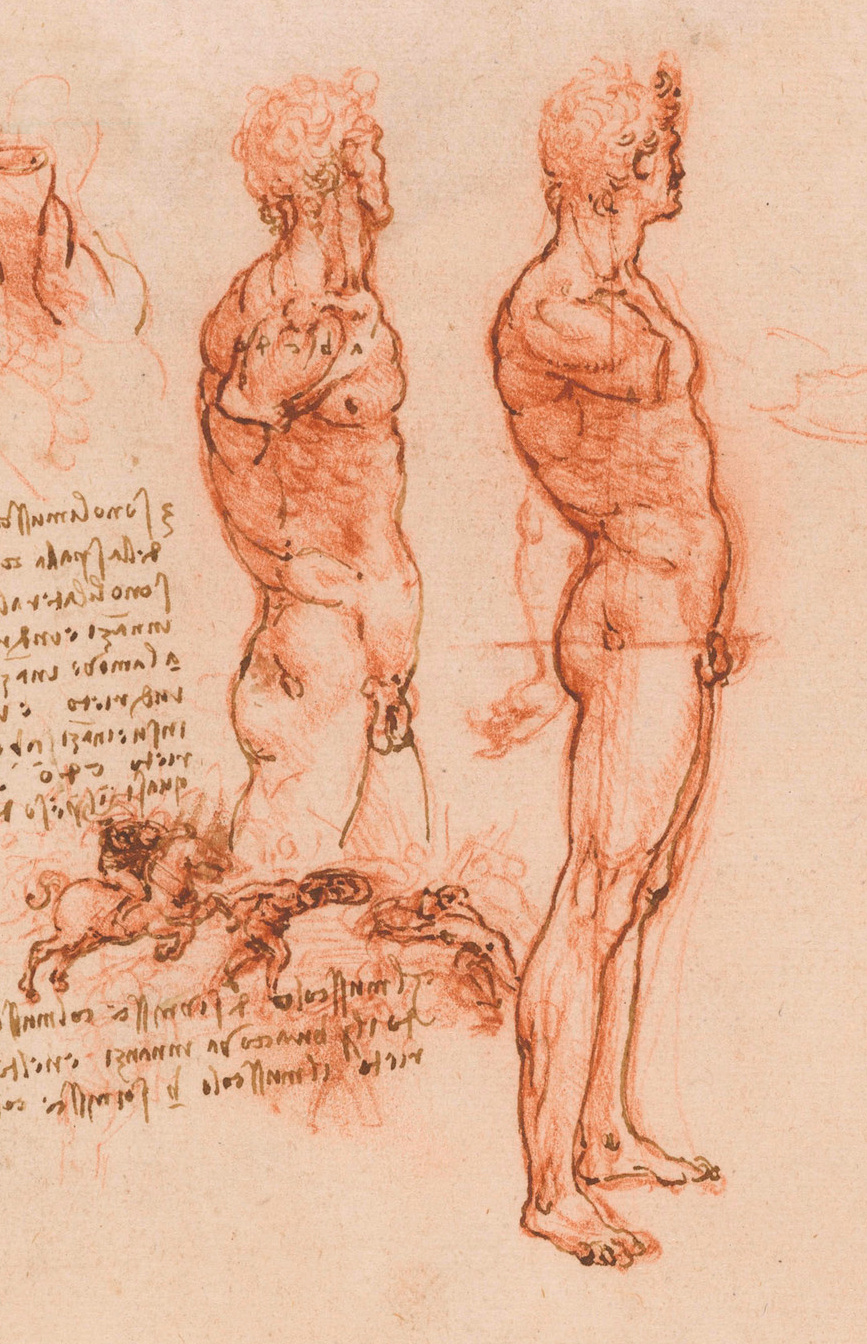
Dos estudios anatómicos

#### Disección

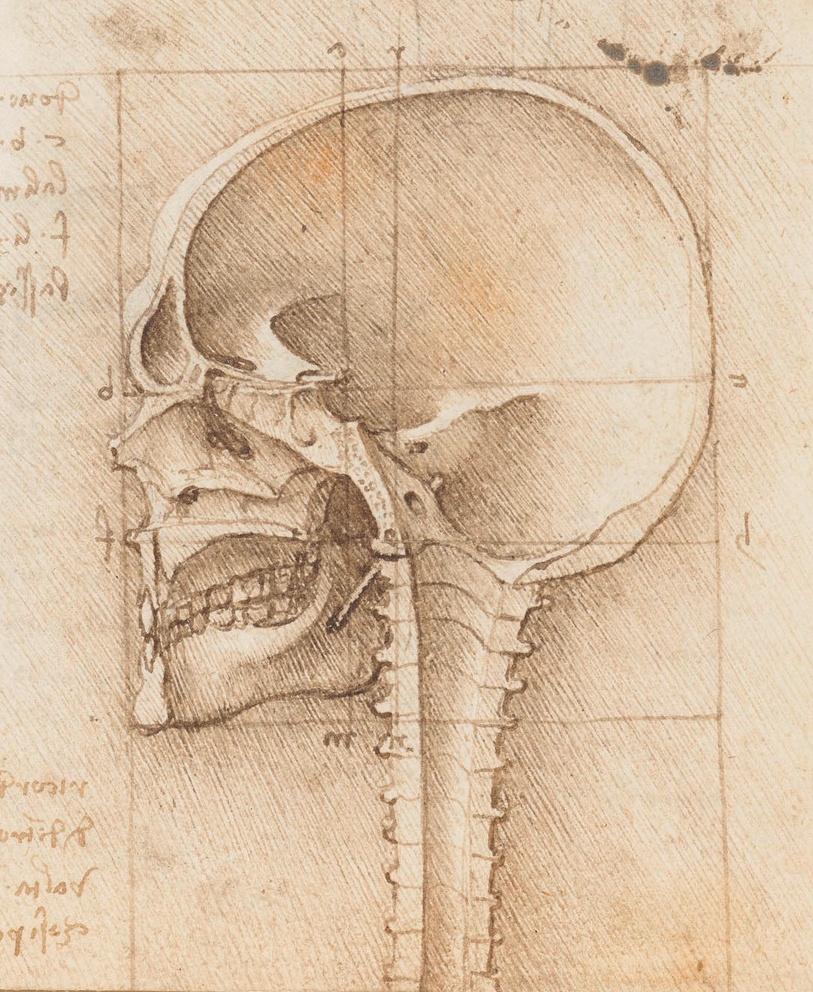
Disección del cráneo.

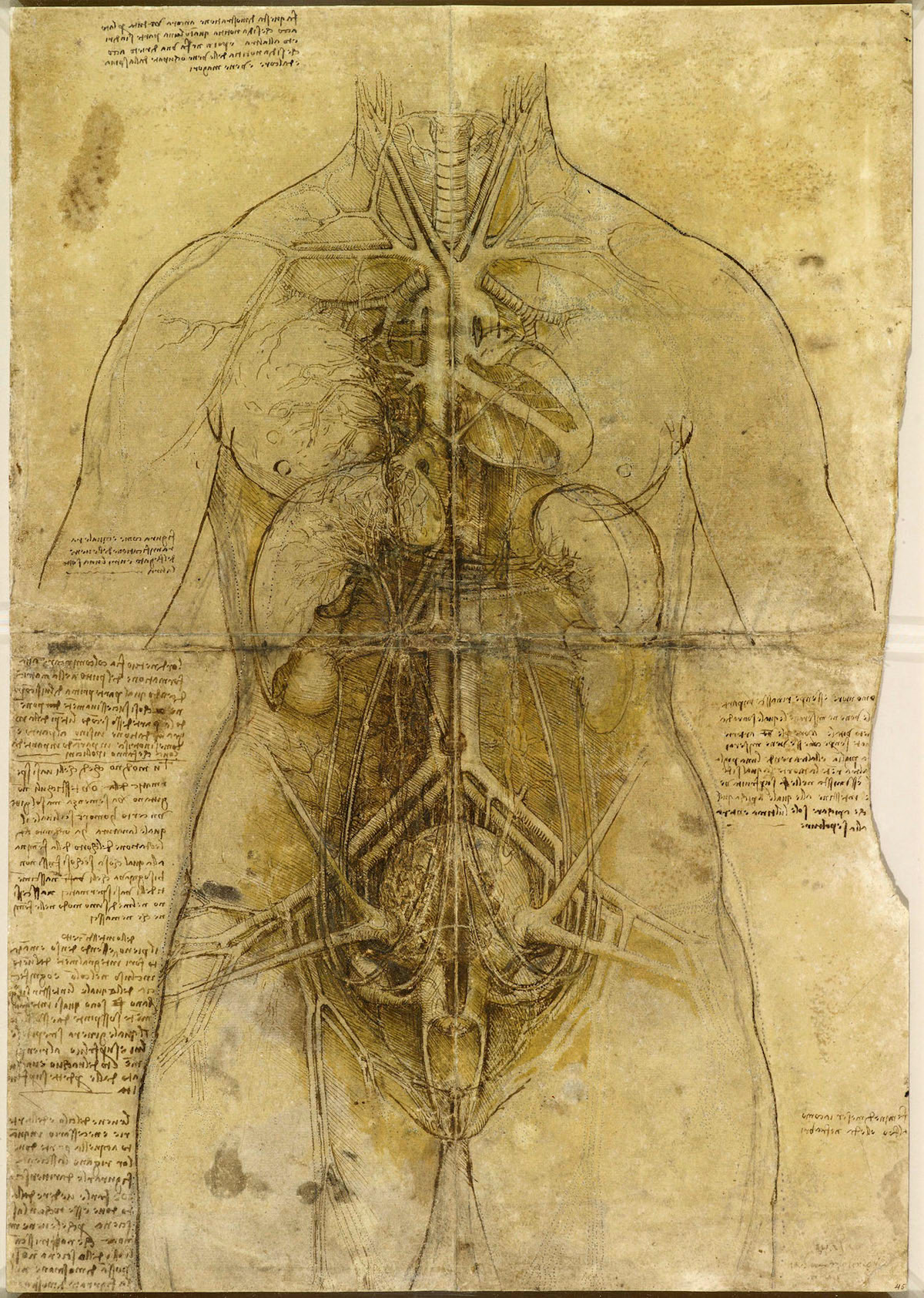
Los órganos del cuerpo de una mujer.

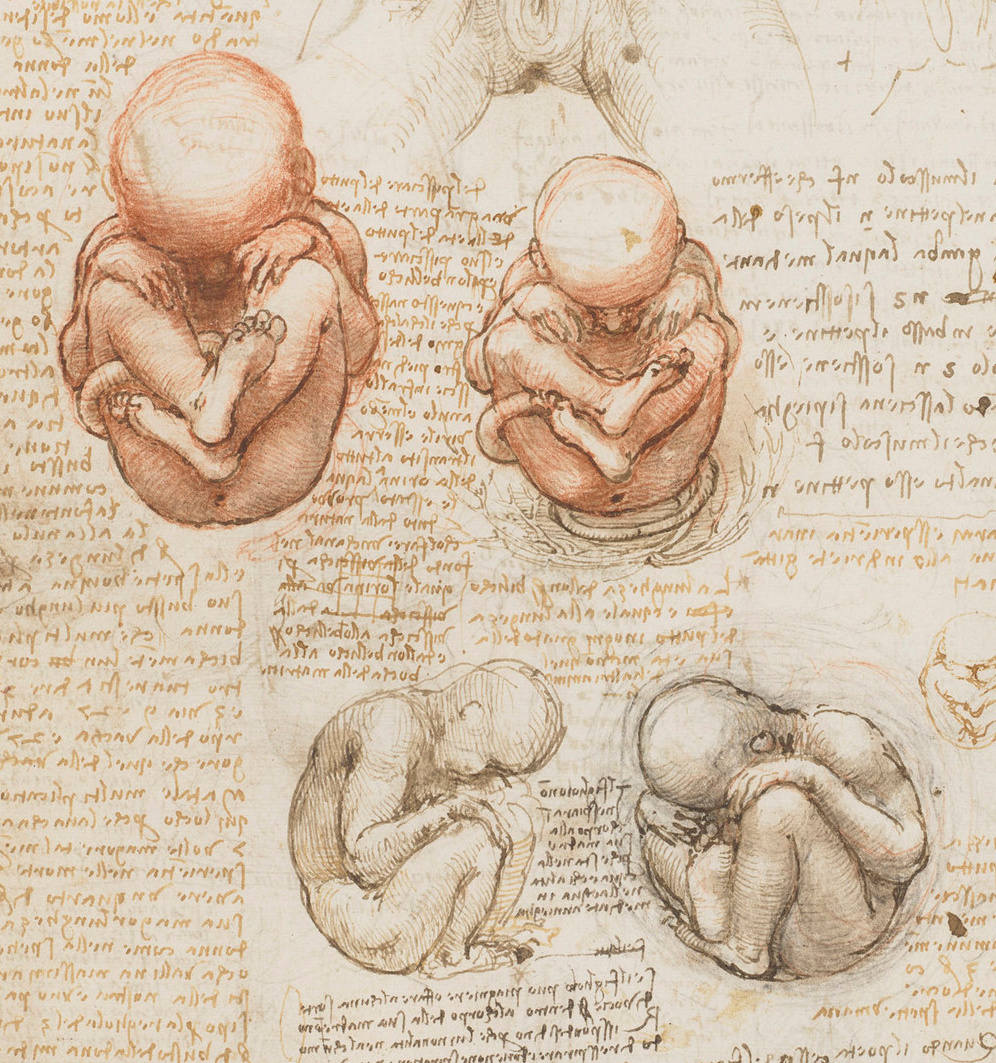
Estudios de un feto de los diarios de Leonardo

### Anatomía comparada

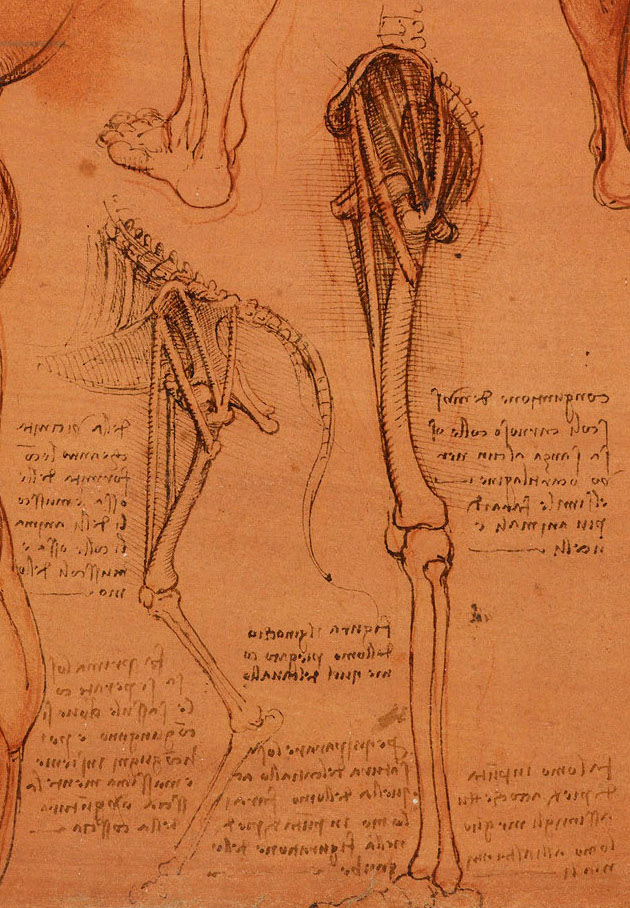
Comparación de la pierna de un hombre y un perro.

### Botánica

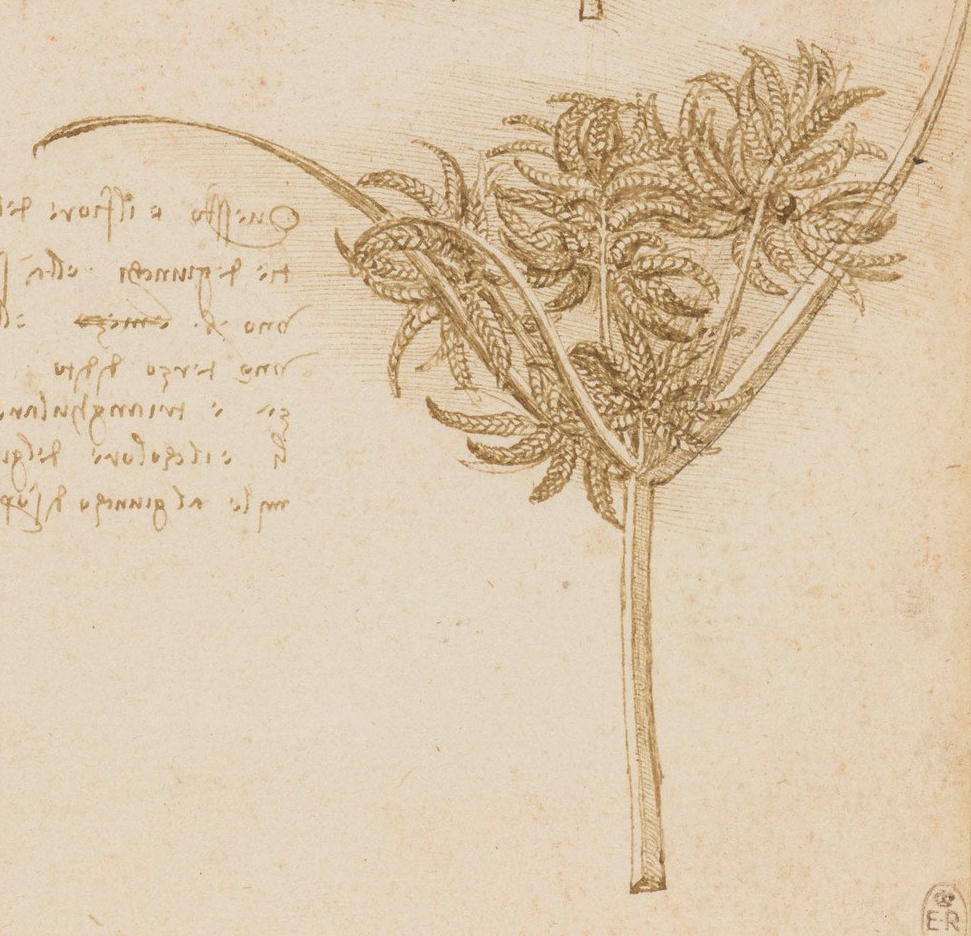
Estudio de juncia

### Geología

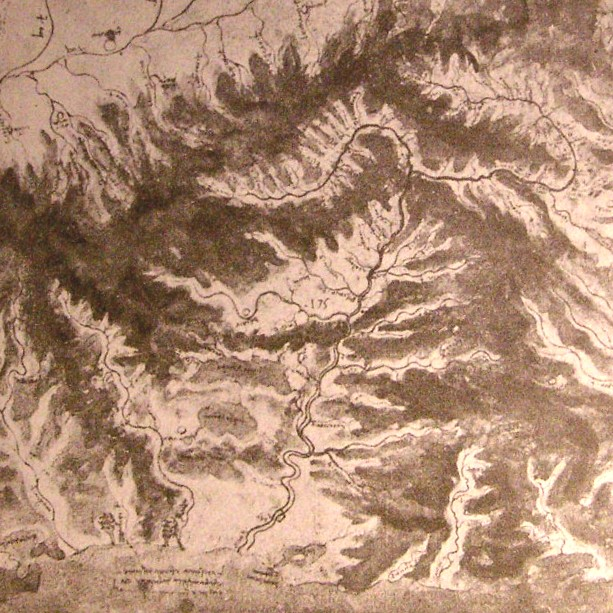
Un mapa topográfico

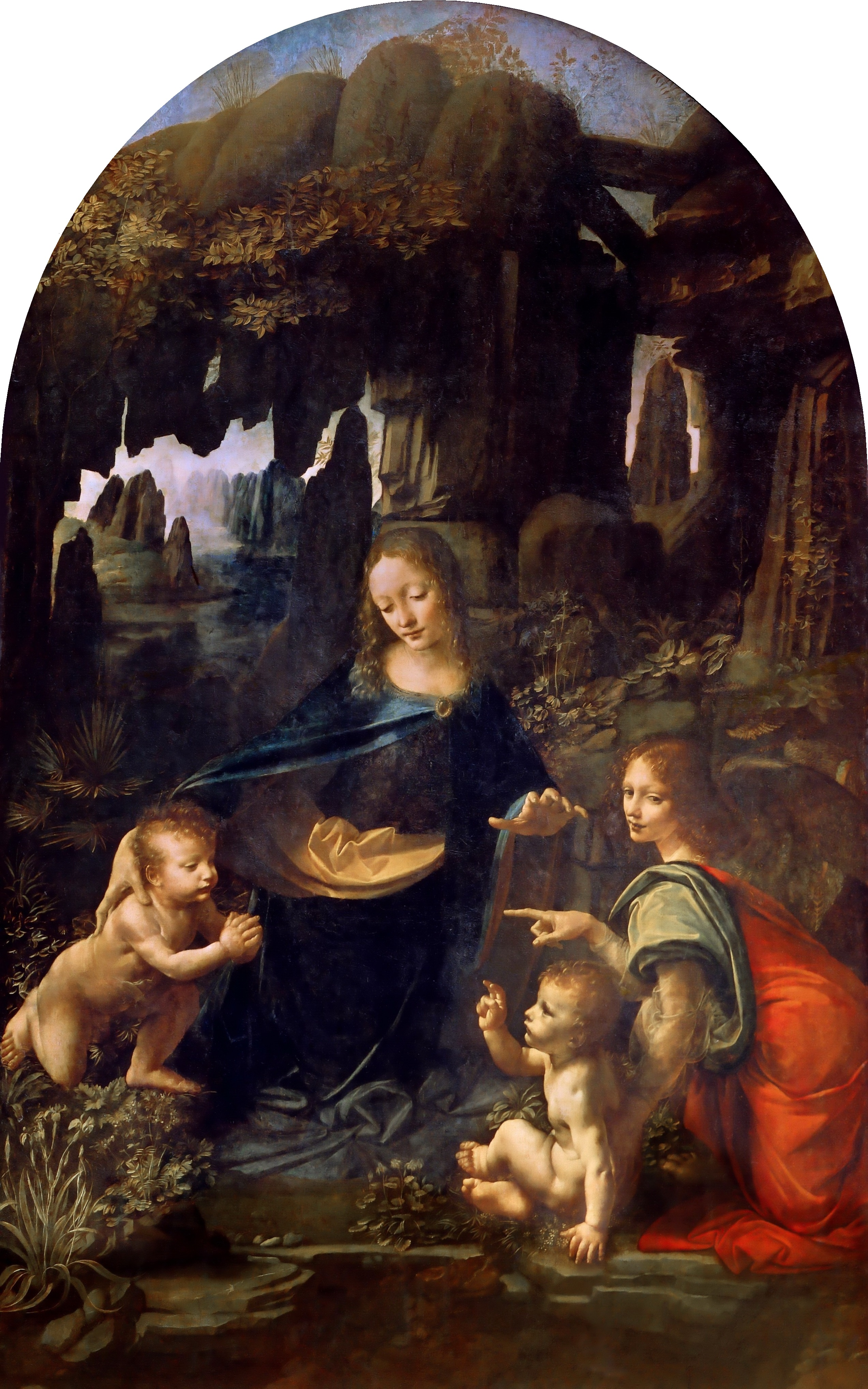
La Virgen de las Rocas

### Cartografía

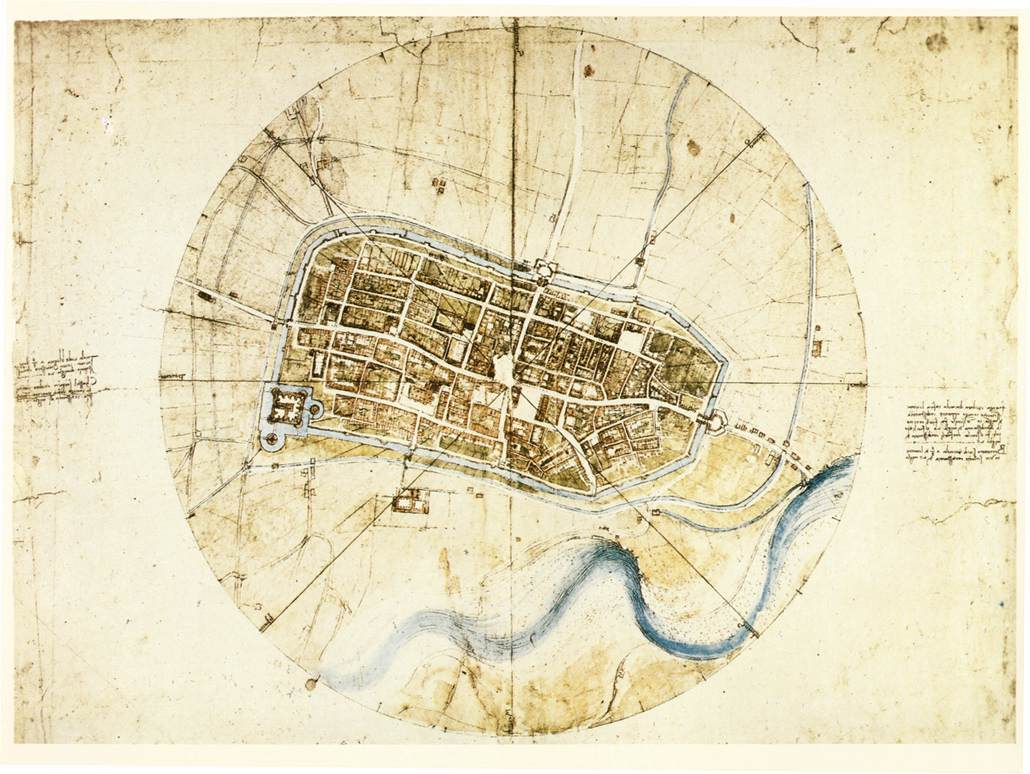
El preciso mapa de Imola de Leonardo para César Borgia.

### Hidrodinámica

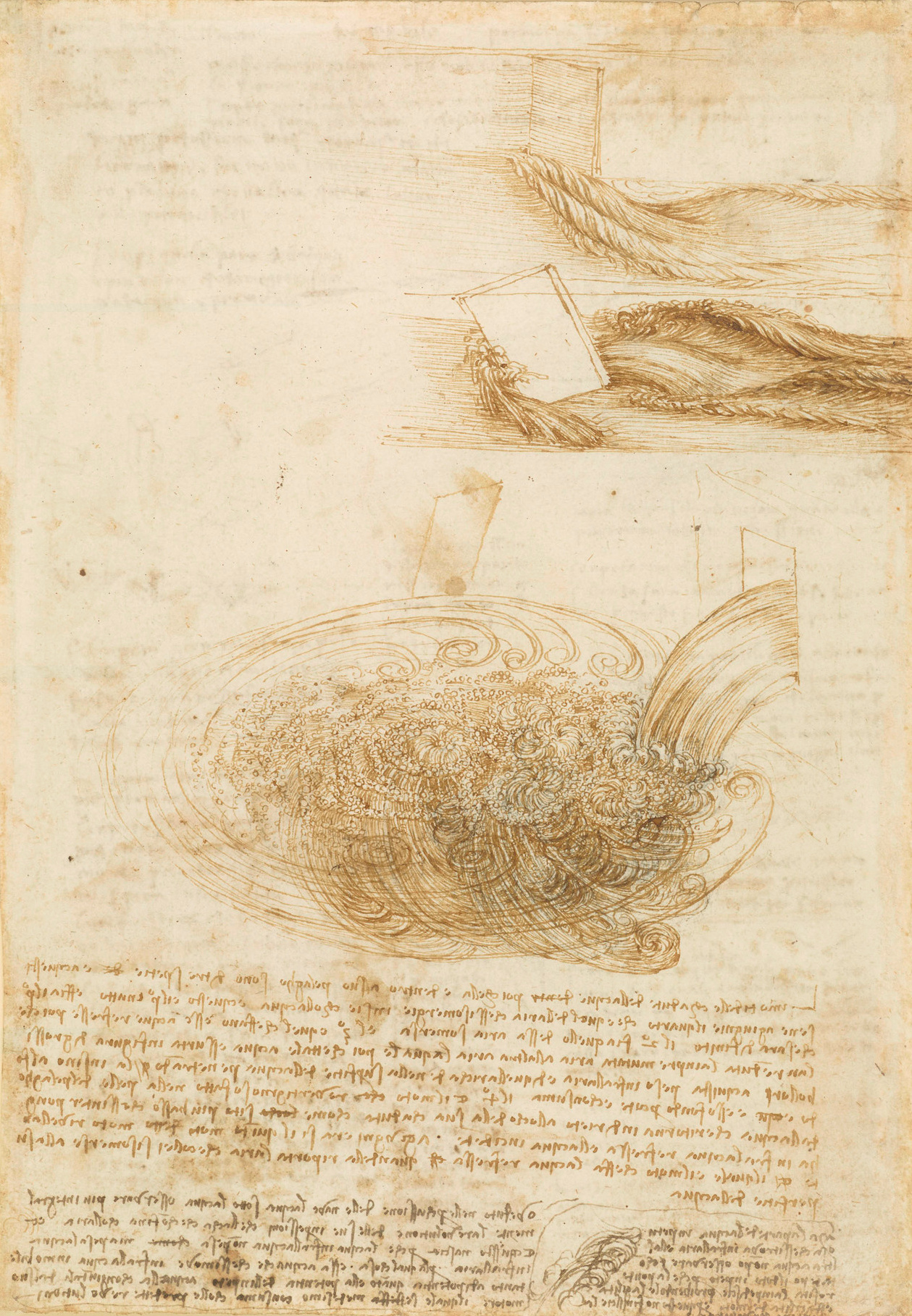
Estudios del agua

### Perspectiva

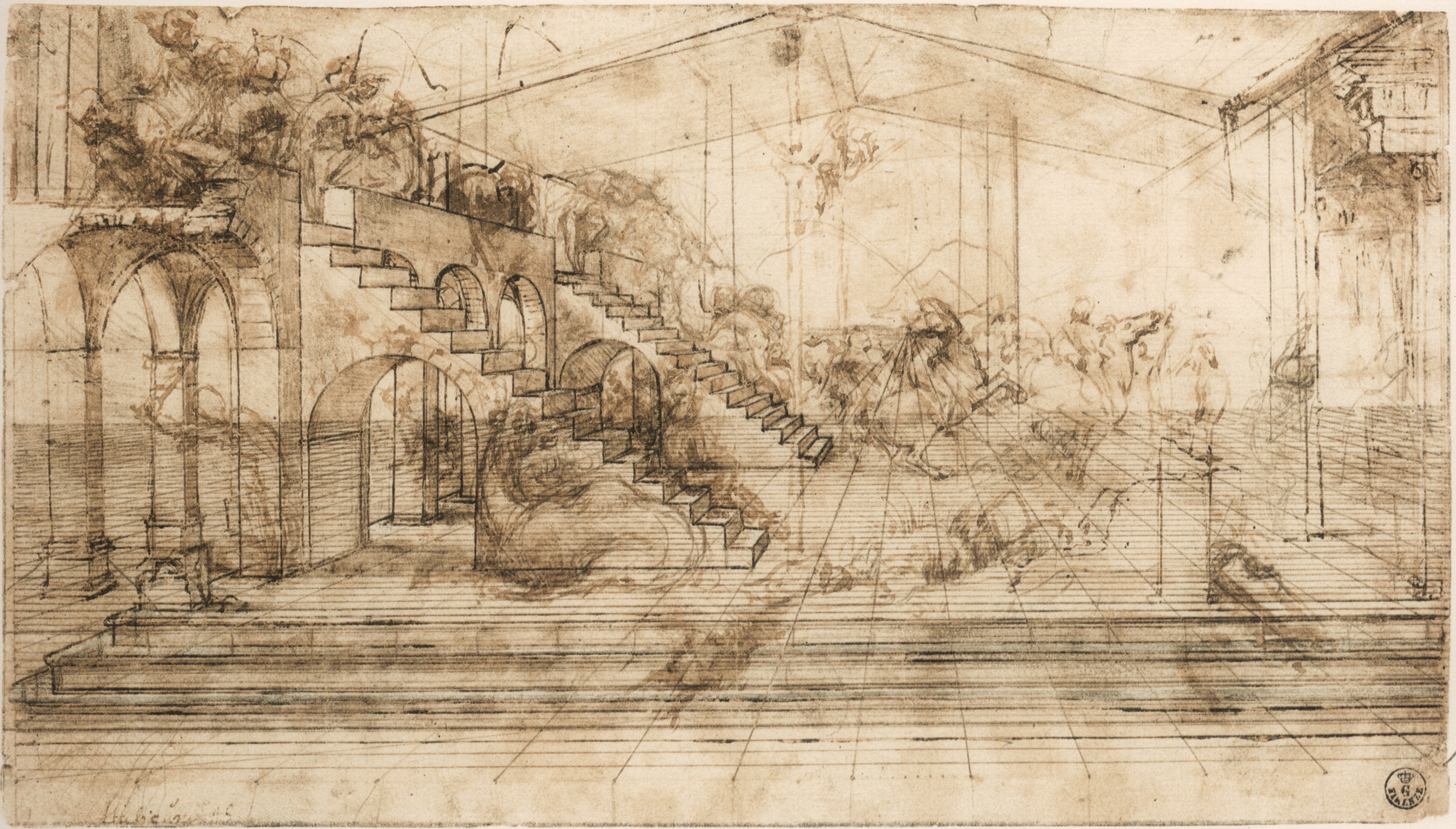
Borrador de la perspectiva para la Adoración de los Reyes Magos

### Geometría

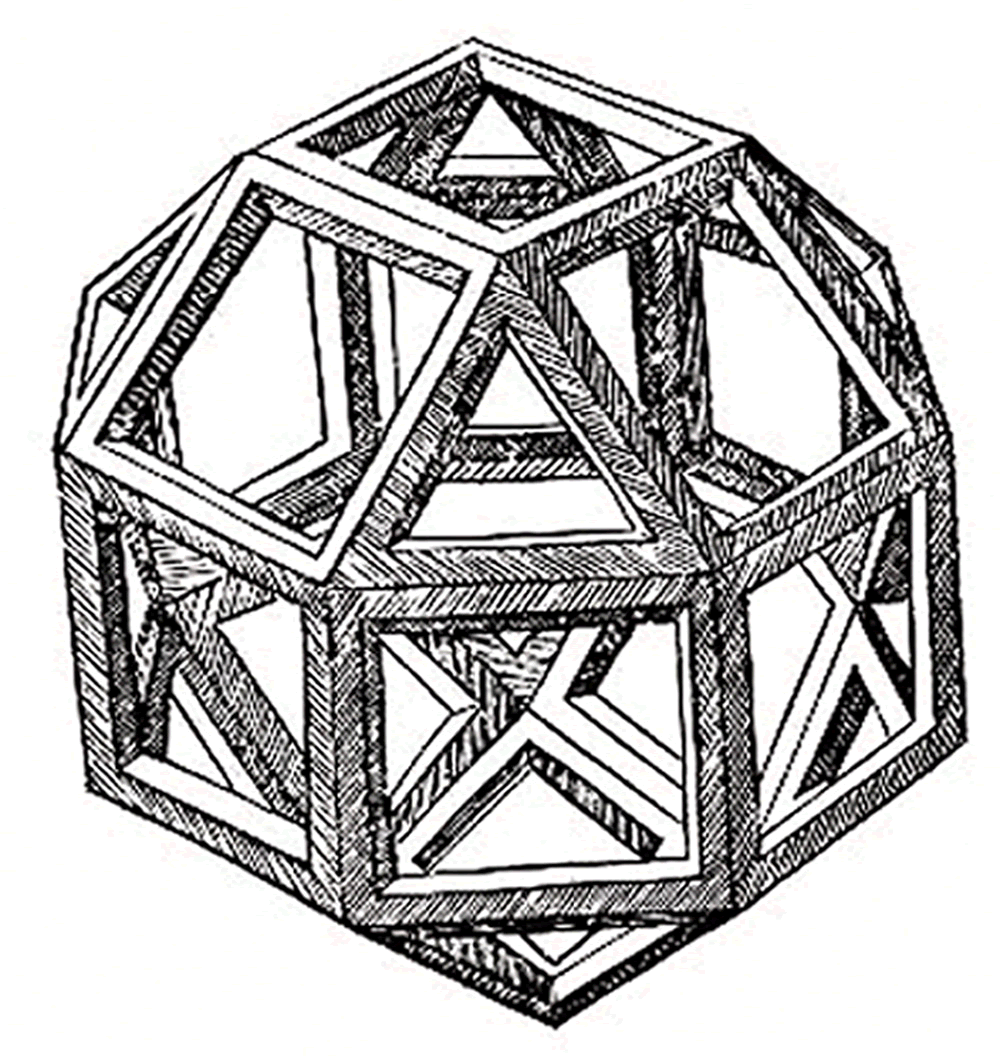
El rombicuboctaedro, tal como se publica en De divinaproporcione

### Invenciones y proyectos prácticos

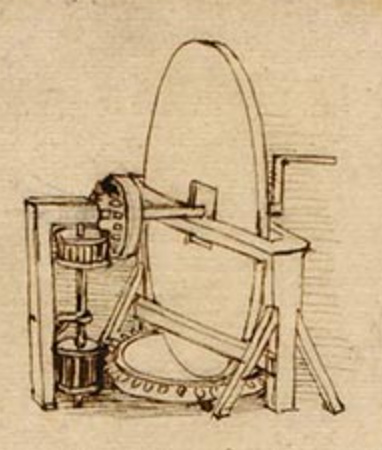
Una máquina para rectificar lentes convexas